# Габриел до Кармо
Габриел до Кармо (роден на 12 април 1990 в Гуарульос) е бразилски футболист, който играе на поста нападател.